# Mikiko Takada
Mikiko Takada (jap. 高田 幹子, Takada Mikiko; * um 1955) ist eine ehemalige japanische Badmintonspielerin.

## Karriere
Mikiko Takada gewann 1977 und 1978 den nationalen japanischen Titel im Damendoppel mit Atsuko Tokuda. 1978 gewannen beide ebenfalls die All England und die Denmark Open. Beim Uber Cup 1978 und beim Uber Cup 1981 wurde sie Weltmeisterin mit dem japanischen Damenteam.

## Sportliche Erfolge
| Saison | Veranstaltung                | Disziplin   | Platz | Name                          |
| ------ | ---------------------------- | ----------- | ----- | ----------------------------- |
| 1977   | Japan: Einzelmeisterschaften | Damendoppel | 1     | Atsuko Tokuda / Mikiko Takada |
| 1978   | Uber Cup                     | Damenteam   | 1     | Japan                         |
| 1978   | Denmark Open                 | Damendoppel | 1     | Mikiko Takada / Atsuko Tokuda |
| 1978   | Japan: Einzelmeisterschaften | Damendoppel | 1     | Atsuko Tokuda / Mikiko Takada |
| 1978   | All England                  | Damendoppel | 1     | Atsuko Tokuda / Mikiko Takada |
| 1979   | All England                  | Damendoppel | 2     | Atsuko Tokuda / Mikiko Takada |
| 1981   | Uber Cup                     | Damenteam   | 1     | Japan                         |